# American Music Awards de 2005
O 33º American Music Awards foi realizado em 22 de novembro de 2005, no Shrine Auditorium, em Los Angeles, nos Estados Unidos. A cerimônia foi apresentada pelo comediante estadunidense Cedric the Entertainer. A premiação reconheceu os álbuns e artistas mais populares do ano de 2005.

## Performances
| Artista                      | Canção                                                                   | Apresentado por        |
| ---------------------------- | ------------------------------------------------------------------------ | ---------------------- |
| Mariah Carey                 | "Don't Forget About Us"                                                  | —                      |
| Kenny Chesney                | "I Go Back"                                                              | —                      |
| Rob Thomas                   | "Ever The Same"                                                          | Emmy Rossum            |
| Lindsay Lohan                | "Confessions of a Broken Heart (Daughter to Father)" "Edge of Seventeen" | —                      |
| Pharrel Gwen Stefani         | "Can I Have It Like That"                                                | Jeremy Piven           |
| Hilary Duff                  | "Beat of My Heart"                                                       | Jenny McCarthy         |
| Keith Urban                  | "You'll Think of Me"                                                     | —                      |
| Cyndi Lauper Sarah McLachlan | "Time After Time"                                                        | Lee Ann Womack         |
| Bow Wow Ciara                | "Like You"                                                               | Jesse McCartney        |
| Omarion                      | "O"                                                                      | Jesse McCartney        |
| Bow Wow Ciara                | "Let Me Hold You"                                                        | Jesse McCartney        |
| Los Lonely Boys Santana      | "I Don't Wanna Lose Your Love"                                           | Lance Armstrong        |
| Sheryl Crow                  | "Good Is Good"                                                           | James Blunt            |
| Tim McGraw                   | "Real Good Man"                                                          | —                      |
| Eurythmics                   | "Missionary Man" "Sweet Dreams (Are Made of This)"                       | Ryan Seacrest          |
| Rascal Flatts                | "Me And My Gang"                                                         | Missy Elliot           |
| The All-American Rejects     | "Dirty Little Secret"                                                    | Jada Pinkett Smith     |
| The Rolling Stones[a]        | "Rain Fall Down" "It's Only Rock 'n Roll (But I Like It)"                | Cedric the Entertainer |

Notas
- a  Transmitido ao vivo do Delta Center, em Salt Lake City, Estados Unidos.

## Vencedores e indicados
| Artista do Ano (Prêmio T-Mobile Text-In) (apresentado por John Stamos e Katherine Heigl) | Artista Revelação (apresentado por Daddy Yankee e Travis Barker)                                                   |
| ---------------------------------------------------------------------------------------- | --- |
| - Kelly Clarkson - Mariah Carey - 50 Cent - Green Day - Toby Keith - Gwen Stefani        | - Sugarland - The Killers - Jesse McCartney                                                                        |
| Cantor de Pop/Rock (apresentado por Kelly Rowland e Jermaine Dupri)                      | Cantora de Pop/Rock (apresentado por Nick Lachey e Ashanti)                                                        |
| - Will Smith - 50 Cent - Rob Thomas                                                      | - Gwen Stefani - Mariah Carey - Kelly Clarkson                                                                     |
| Banda/Dupla/Grupo Pop/Rock (apresentado por Dave Navarro e Carmen Electra)               | Álbum de Pop/Rock                                                                                                  |
| - The Black Eyed Peas - Green Day - 3 Doors Down                                         | - American Idiot - Green Day - The Emancipation of Mimi - Mariah Carey - Breakaway - Kelly Clarkson                |
| Cantor de Country (apresentado por Gretchen Wilson e Ryan Cabrera)                       | Cantora de Country (apresentado por Brooks & Dunn)                                                                 |
| - Tim McGraw - Kenny Chesney - Toby Keith                                                | - Gretchen Wilson - Martina McBride - LeAnn Rimes                                                                  |
| Banda/Dupla/Grupo de Country (apresentado por Backstreet Boys)                           | Álbum de Country (apresentado por Delta Goodrem e Michelle Branch)                                                 |
| - Brooks & Dunn - Big & Rich - Rascal Flatts                                             | - Live Like You Were Dying - Tim McGraw - Honkytonk University - Toby Keith - Here for the Party - Gretchen Wilson |
| Cantor de de Soul/R&B (apresentado por Eve e Sean Paul)                                  | Cantora de de Soul/R&B (apresentado por Shakira)                                                                   |
| - R. Kelly - John Legend - Omarion                                                       | - Mariah Carey - Ciara - Fantasia Barrino                                                                          |
| Banda/Dupla/Grupo de Soul/R&B (apresentado por Eddie Cibrian e Pamela Anderson)          | Álbum de Soul/R&B (apresentado por James Denton e Paris Hilton)                                                    |
| - Destiny's Child - 112 - Pretty Ricky                                                   | - Destiny Fulfilled - Destiny's Child - The Emancipation of Mimi - Mariah Carey - Free Yourself - Fantasia         |
| Cantor de Rap/Hip Hop                                                                    | Cantora de Rap/Hip Hop (apresentado por Chingy e Ginuwine)                                                         |
| - Eminem - 50 Cent - Ludacris                                                            | - Missy Elliott - Lil' Kim - Trina                                                                                 |
| Banda/Dupla/Grupo de Rap/Hip Hop                                                         | Álbum de Rap/Hip Hop (apresentado por Chris Brown e Mary Mary)                                                     |
| - The Black Eyed Peas - Lil Jon & The Eastside Boyz - Ying Yang Twins                    | - The Massacre - 50 Cent - Encore - Eminem - Urban Legend - T.I.                                                   |
| Artista de Rock Alternativo                                                              | Artista Latino (apresentado por Serena Williams e Frankie J)                                                       |
| - Green Day - Coldplay - System of a Down                                                | - Shakira - Daddy Yankee - Luis Miguel                                                                             |
| Artista Adulto Contemporâneo                                                             | Artista Inspirador Contemporâneo (apresentado por Sugarland)                                                       |
| - Kelly Clarkson - Maroon 5 - John Mayer                                                 | - Mary Mary - Casting Crowns - Jars of Clay                                                                        |